# Bosanski Milanovac
Bosanski Milanovac (en serbe cyrillique : Босански Милановац) est un village de Bosnie-Herzégovine. Il est situé dans la municipalité de Sanski Most, dans le canton d'Una-Sana et dans la fédération de Bosnie-et-Herzégovine. Selon les premiers résultats du recensement bosnien de 2013, il compte 12 habitants.

## Démographie

### Évolution historique de la population dans la localité
| 1948 | 1953 | 1961 | 1971 | 1981 | 1991 | 2013 |
| ---- | ---- | ---- | ---- | ---- | ---- | ---- |
| -    | -    | 735  | 582  | 402  | 274  | 12   |

|  |

### Communauté locale
En 1991, la communauté locale de Bosanski Milanovac comptait 504 habitants, répartis de la manière suivante :